# Homo cepranensis
Homo cepranensis (лат.) — предлагаемое имя для вида трибы гоминини, описанного в 2003 году только по черепной крышке. Окаменелость была обнаружена археологом Итало Биддитту и получила название «человек из Чепрано» по расположенному рядом городу итальянской провинции Фрозиноне, 89 км к юго-востоку от Рима.
Возраст окаменелости находится в пределах от 350 до 500 тыс. лет. Смежный участок, Фонтана Рануччо, был датирован 487 000 ± 6000 лет, а Маттони и др. предполагают, что наиболее вероятный возраст «человека из Чепрано» — 450 000 лет. Особенности черепной кости представляют собой помесь таковых у Homo erectus и более позднего вида Homo heidelbergensis, который доминировал в Европе до неандертальцев. Однако материала для полного анализа данного вида ещё недостаточно.